# Carl Gottlieb Reißiger

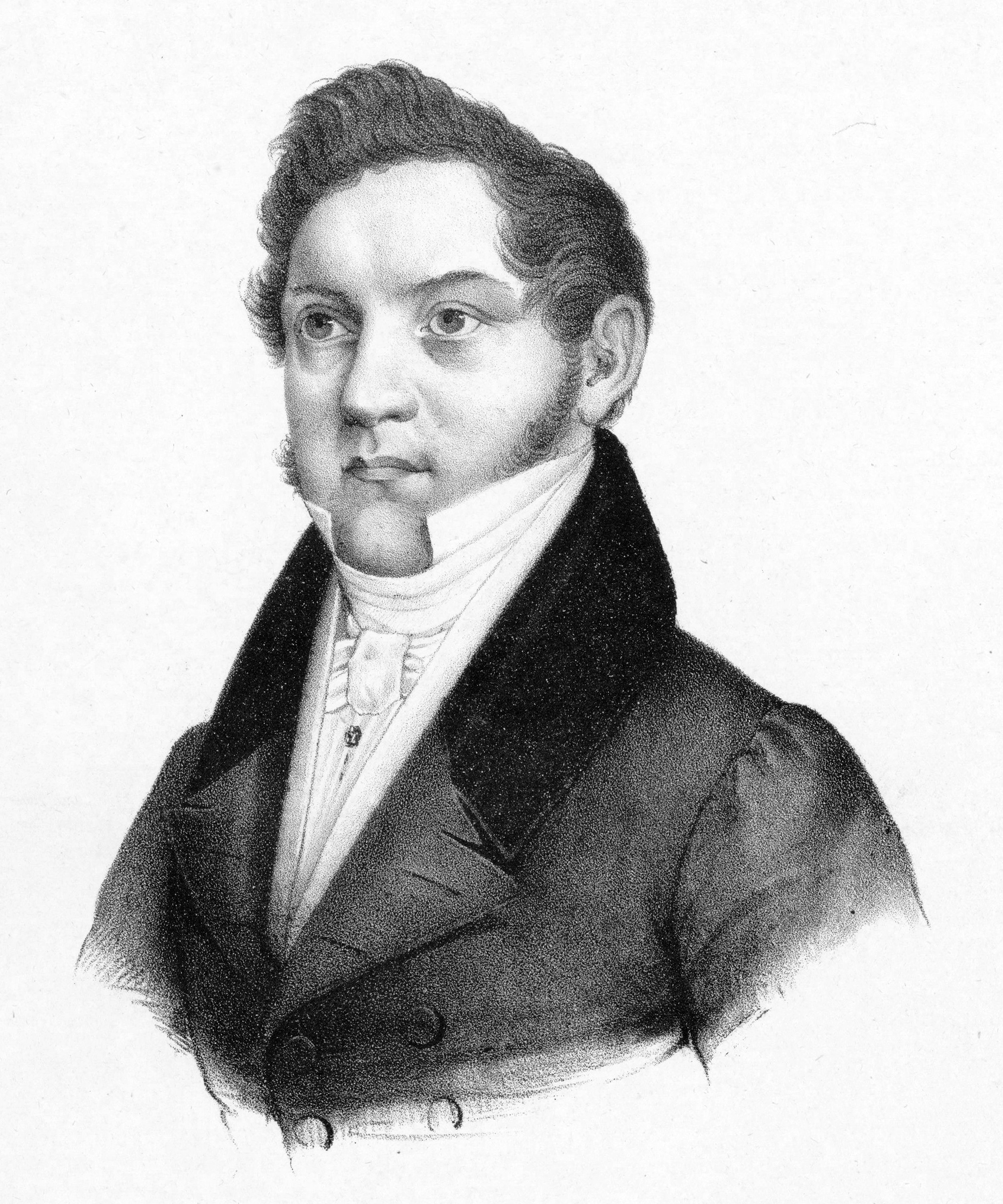
Carl Gottlieb Reißiger

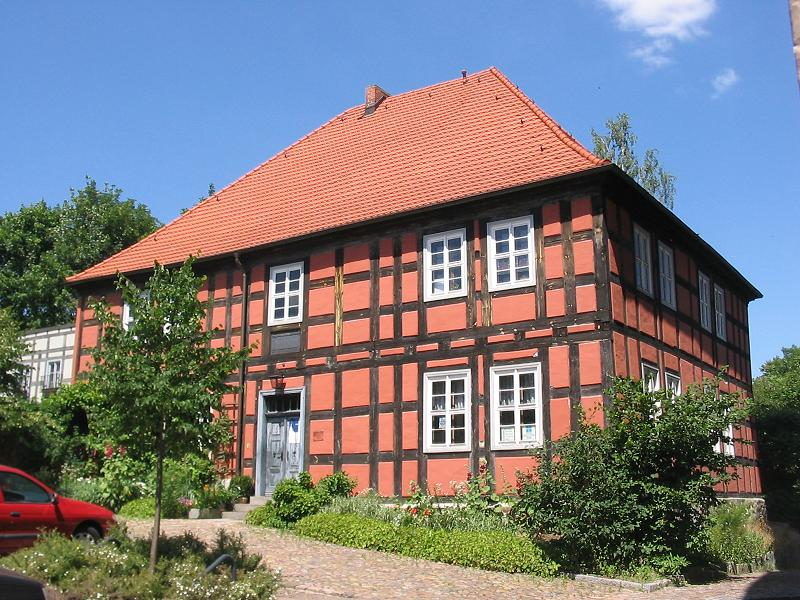
Geburtshaus von Carl Gottlieb Reißiger in Bad Belzig

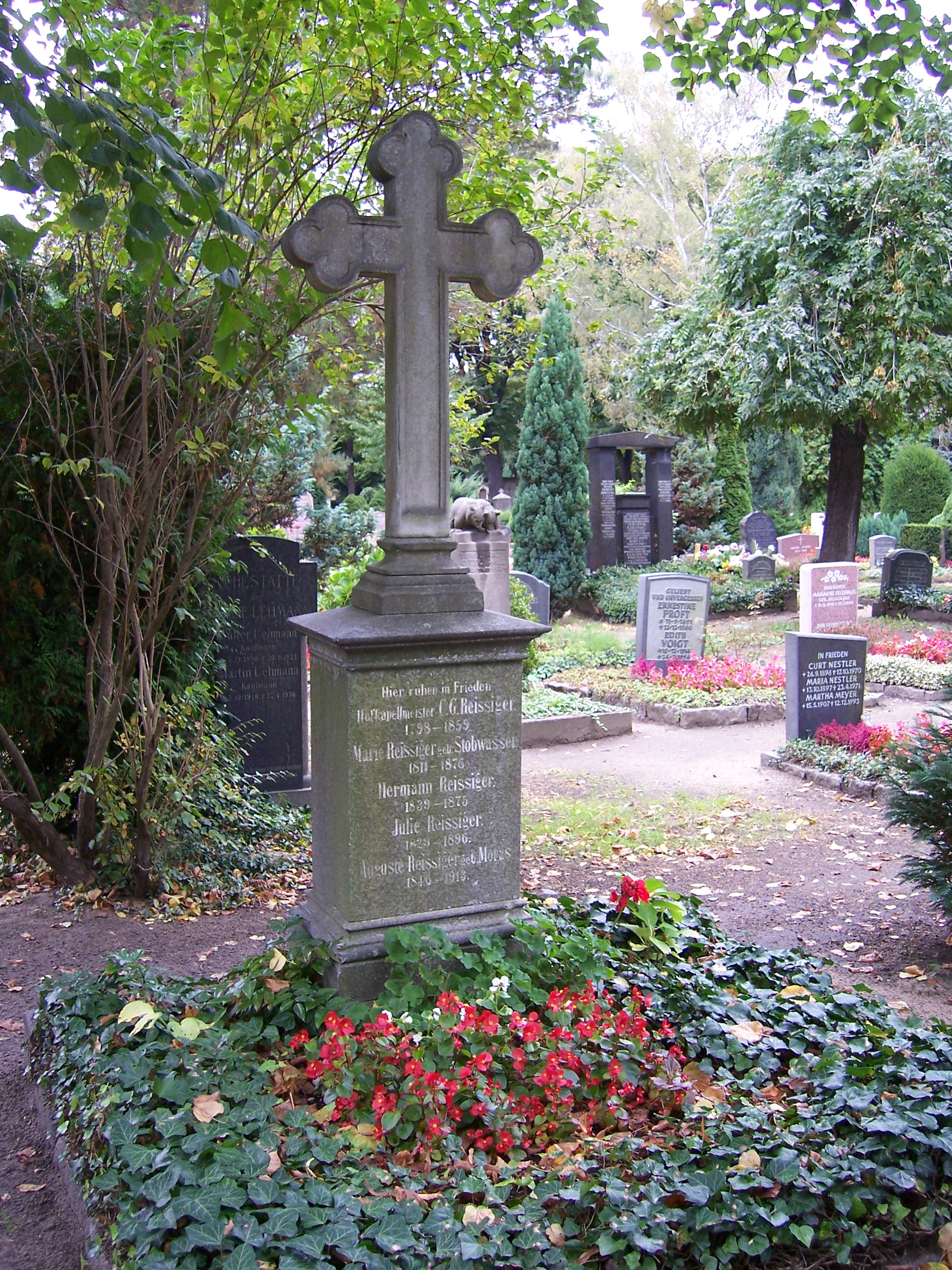
Grab von Carl Gottlieb Reißiger auf dem Trinitatisfriedhof in Dresden-Johannstadt

Carl Gottlieb Reißiger (* 31. Januar 1798 in Belzig; † 7. November 1859 in Dresden) war ein deutscher Kapellmeister, Komponist und Musiker.

## Leben
Carl Gottlieb Reißiger war Sohn des Kantors Christian Gottlieb Reißiger. Von seinem Vater erhielt er den ersten Klavier- und Violinunterricht. Sein Bruder war der Dehn-Schüler Friedrich August Reißiger. Ab 1811 besuchte er die Thomasschule zu Leipzig und bestritt bereits als Schüler (Alt) Konzerte im Gewandhaus. Thomaskantor Johann Gottfried Schicht gab ihm Klavierunterricht.
An der Universität Leipzig immatrikulierte er sich 1818 in einem Theologiestudium, das er allerdings nicht zu Ende brachte. Von 1818 bis 1820 war er 2. Geiger und Bratscher im Leipziger Theaterorchester (Gewandhausorchester). 1821 war er Stipendiat der preußischen Regierung in Wien (Unterricht bei Antonio Salieri) und München (Unterricht bei Peter von Winter). 1823 verschlug es ihn als Musiklehrer nach Berlin. 1824/25 unternahm er eine Studienreise nach Italien, Frankreich und Belgien.
Im Jahr 1826 sang er für nur kurze Zeit bei Carl Friedrich Zelter in der Sing-Akademie zu Berlin. 1826 wurde er in Dresden zunächst als Nachfolger Heinrich Marschners zum Musikdirektor der Deutschen Oper berufen, trat dann aber die Nachfolge Carl Maria von Webers als Hofkapellmeister an. Er führte das Amt bis zu seinem Tod 1859.
Er gehörte den Freimaurerlogen Balduin zur Linde in Leipzig und Zu den drei Schwertern und Asträa zur grünenden Raute in Dresden an.

## Werk
Reißiger schuf ein umfangreiches Kompositionswerk, darunter das Oratorium David (1852), neun lateinische und vier deutsche Messen sowie 60 Lieder. Seine großen Messen (10 bis 12 an der Zahl), für die Katholische Hofkirche komponiert, zeichnen sich durch reiche Melodik und warme Empfindung aus. Das Gleiche gilt auch für seine Hymnen, Motetten und Lieder, die in vielen Sammlungen erschienen sind, sowie für das Oratorium David. Außerdem veröffentlichte er Orchester- und Kammermusik aller Art. Zu Reißigers erfolgreichsten Werken zählen seine Opern. Eine komplette Orchestrierung Der Felsenmühle ist heute scheinbar verschollen, ein kompletter gedruckter Klaviernotenauszug (der Oper in zwei Akten, inklusive der Ouvertüre) verfasst vom Komponisten (unter Angabe des gesamten Gesangstextes) befindet sich allerdings in der Bayerischen Staatsbibliothek, München. Diverse, tw. historische Orchestrierungen, für die Ouvertüre liegen im Druck vor.
Opern
- Didone (Dresden 1824)
- Der Ahnenschatz
- Libella
- Die Felsenmühle zu Etalieres (1831)
- Turandot (1835)
- Adèle de Foix
- Der Schiffbruch der Medusa (1846)
- Yelva, die russische Waise (Melodram)

Nicht nur unter Klarinettisten bekannt ist das virtuose Concertino für Klarinette und Orchester Es-Dur, op. 63, das auch „Studienkonzert“ genannt wird, weil es unverzichtbarer Bestandteil der Ausbildung in Klarinette an Musikhochschulen ist.
Neben seinen eigenen Werken wurde Reißiger auch durch die Uraufführung von Wagners Rienzi im Jahre 1842 am Königlichen Hoftheater bekannt. Einer seiner Schüler war Hermann Berens.

## Dokumente
Briefe von K.G. Reißiger von 1838 bis 1859 befinden sich im Bestand des Leipziger Musikverlages C.F.Peters im Staatsarchiv Leipzig.

## Nachlass
Ein Teilnachlass von C. G. Reißiger (Umfang: ca. 300 Katalognummern) wird in der Musikabteilung der Sächsischen Landesbibliothek – Staats- und Universitätsbibliothek Dresden aufbewahrt (Signatur: Mus.4888-...). Der Bestand enthält 65 Musikautographe sowie zahlreichen Abschriften und Drucke. Ein weiterer Teilnachlass befindet sich in der Staatsbibliothek zu Berlin.